# Trust Racing Team
LeTrust Racing Team était une écurie de sport automobile japonaise ayant participé au Championnat du Japon de sport-prototypes ainsi qu'a certaines manches japonaises du Championnat du monde des voitures de sport et aux 24 Heures du Mans.

## Résultats en compétition automobile

### 24 Heures du Mans
| Année | Écurie                  | Voiture      | Classe   | Tours | Pos. | Class Pos. |
| ----- | ----------------------- | ------------ | -------- | ----- | ---- | ---------- |
| 1990  | Trust Racing Team       | Porsche 962C | C1       | 330   | 13e  | 13e        |
| 1991  | Trust Racing Team       | Porsche 962C | C2       | 316   | Abd. | Abd.       |
| 1992  | Trust Racing Team       | Toyota 92C-V | C2       | 336   | 5e   | 1re        |
| 1993  | Nisso Trust Racing Team | Toyota 93C-V | C2       | 358   | 6e   | 2e         |
| 1994  | Nisso Trust Racing Team | Toyota 94C-V | LMP1/C90 | 328   | 4e   | 2e         |

### Championnat du Japon de sport-prototypes
| Année | Ecurie              | Voiture          | Moteur                              | Classe | Pneus | 1       | 2       | 3       | 4       | 5       | 6       | 7     |
| ----- | ------------------- | ---------------- | ----------------------------------- | ------ | ----- | ------- | ------- | ------- | ------- | ------- | ------- | ----- |
| 1983  | Trust Racing Team   | Porsche 956      | Porsche Type-935 2,6 l Flat-6 Turbo | C1     | D     | SUZ 1   | SUZ 1   | SUZ 3   |         |         |         |       |
| 1984  | Trust Racing Team   | Porsche 956      | Porsche Type-935 2,6 l Flat-6 Turbo | C1     | D     | SUZ 1   | TSU     | SUZ 2   | FUJ 3   |         |         |       |
| 1985  | Trust Racing Team   | Porsche 956      | Porsche Type-935 2,6 l Flat-6 Turbo | C1     | D     | SUZ 4   | FUJ 1   | FUJ Ab. | SUZ 4   | FUJ 6   | FUJ 6   |       |
| 1986  | Trust Racing Team   | Porsche 956      | Porsche Type-935 2,6 l Flat-6 Turbo | C1     | D     | SUZ 5   | FUJ Ab. | FUJ 1   | SUZ DSQ | FUJ 6   | FUJ 1   |       |
| 1987  | Trust Racing Team   | Porsche 962C     | Porsche Type-935 2,8 l Flat-6 Turbo | C1     | D     | SUZ 10  | FUJ 2   | FUJ 2   | SUZ Ab. | FUJ 10  | FUJ 3   |       |
| 1988  | Trust Racing Team   | Porsche 962C GTi | Porsche Type-935 3,0 l Flat-6 Turbo | C1     | D     | FUJ Ab. | SUZ 2   | FUJ Ab. | FUJ Ab. | SUZ 15  | FUJ 10  |       |
| 1989  | Trust Racing Team   | Porsche 962C GTi | Porsche Type-935 3,0 l Flat-6 Turbo | C1     | D     | FUJ Ab. | FUJ 2   | FUJ 2   | SUZ 5   | FUJ 2   |         |       |
| 1990  | Trust Racing Team   | Porsche 962C GTi | Porsche Type-935 3,0 l Flat-6 Turbo | C1     | D     | FUJ 3   | FUJ C   | FUJ 2   | SUZ 5   | SUG 3   | FUJ Ab. |       |
| 1991  | Nisseki Racing Team | Porsche 962C GTi | Porsche Type-935 3,0 l Flat-6 Turbo | C1     | D     | FUJ 7   | FUJ 4   | FUJ 5   | SUZ 5   | SUG 4   | FUJ 5   | SUG 7 |
| 1992  | Trust Racing Team   | Toyota 92C-V     | Toyota R36V 3,6 l V8 Turbo          | C1     | B     | SUZ 3   | FUJ Ab. | FUJ 4   | SUG 5   | FUJ DNS | MIN 7   |       |

| Couleur | Résultat                     |
| ------- | ---------------------------- |
| Or      | Vainqueur                    |
| Argent  | 2e place                     |
| Bronze  | 3e place                     |
| Vert    | Terminé, dans les points     |
| Bleu    | Terminé, pas dans les points |
| Violet  | Abandon (Ab.) ou (Ret)       |
| Violet  | Non classé (NC)              |
| Rouge   | Pas qualifié (DNQ)           |
| Noir    | Disqualifié (DSQ)            |
| Blanc   | Pas au départ (DNS)          |
| Blanc   | Forfait (WD)                 |
| Blanc   | N'a pas participé (DNP)      |
| Blanc   | Blessé (INJ)                 |
| Blanc   | Exclu (EX)                   |
| Blanc   | Course annulée (C)           |

## Pilotes
- Steven Andskär (1989-1994)
- Eje Elgh (1993)
- George Fouché (1985-1986, 1988-1994)
- Stefan Johansson (1992)
- Shunji Kasuya (en) (1990)
- Yoshimi Katayama (1984)
- Franz Konrad (1988)
- Sarel van der Merwe (1988)
- Maurizio Sandro Sala (1992)
- Vern Schuppan (1984-1988)
- Hans Stuck (1984)
- Keiichi Suzuki (1985-1988)
- James Weaver (1987)
- Bob Wollek (1994)

## De nos jours

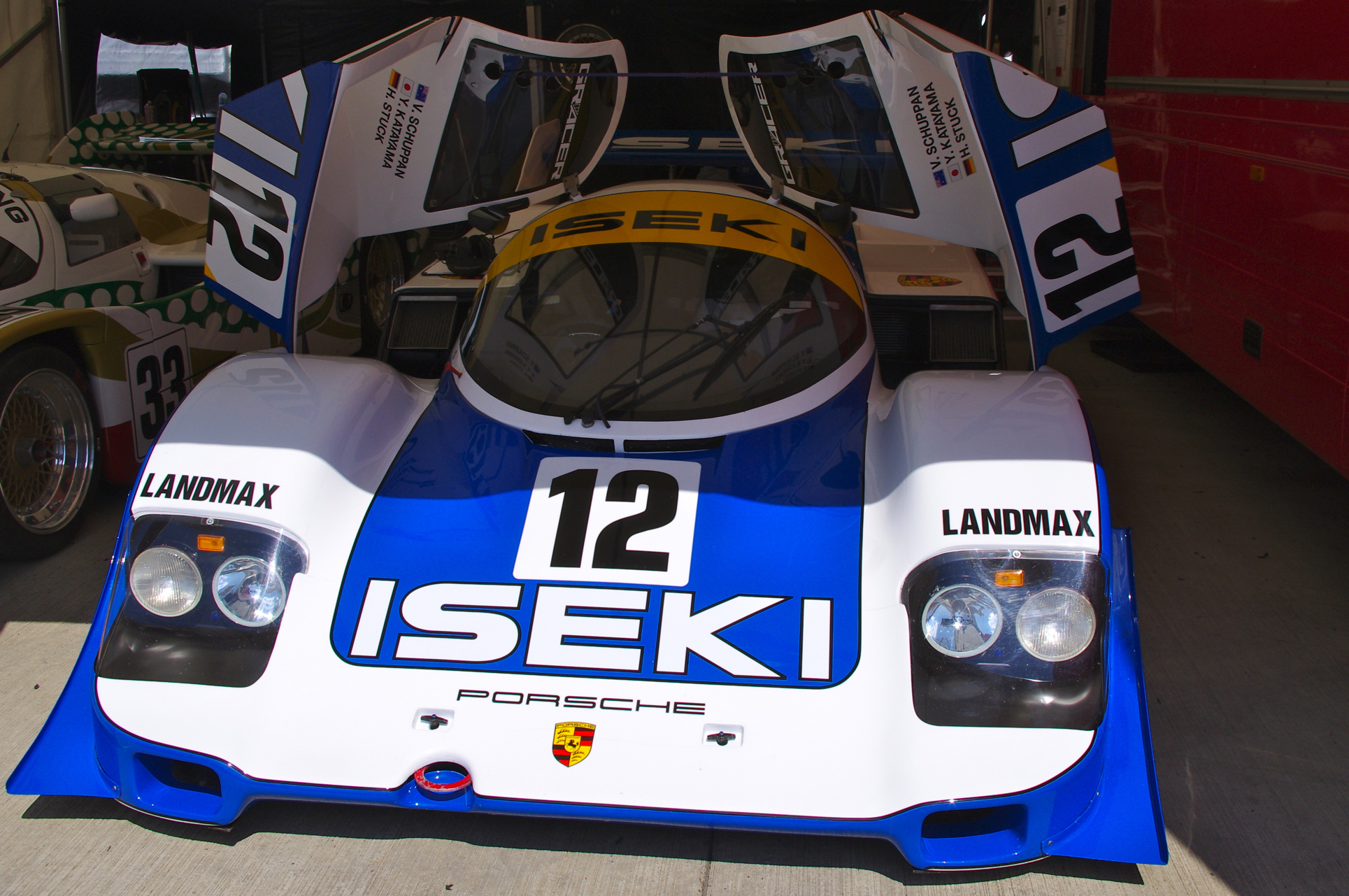
La Porsche 956B-118 de l'écurie Trust Racing Team

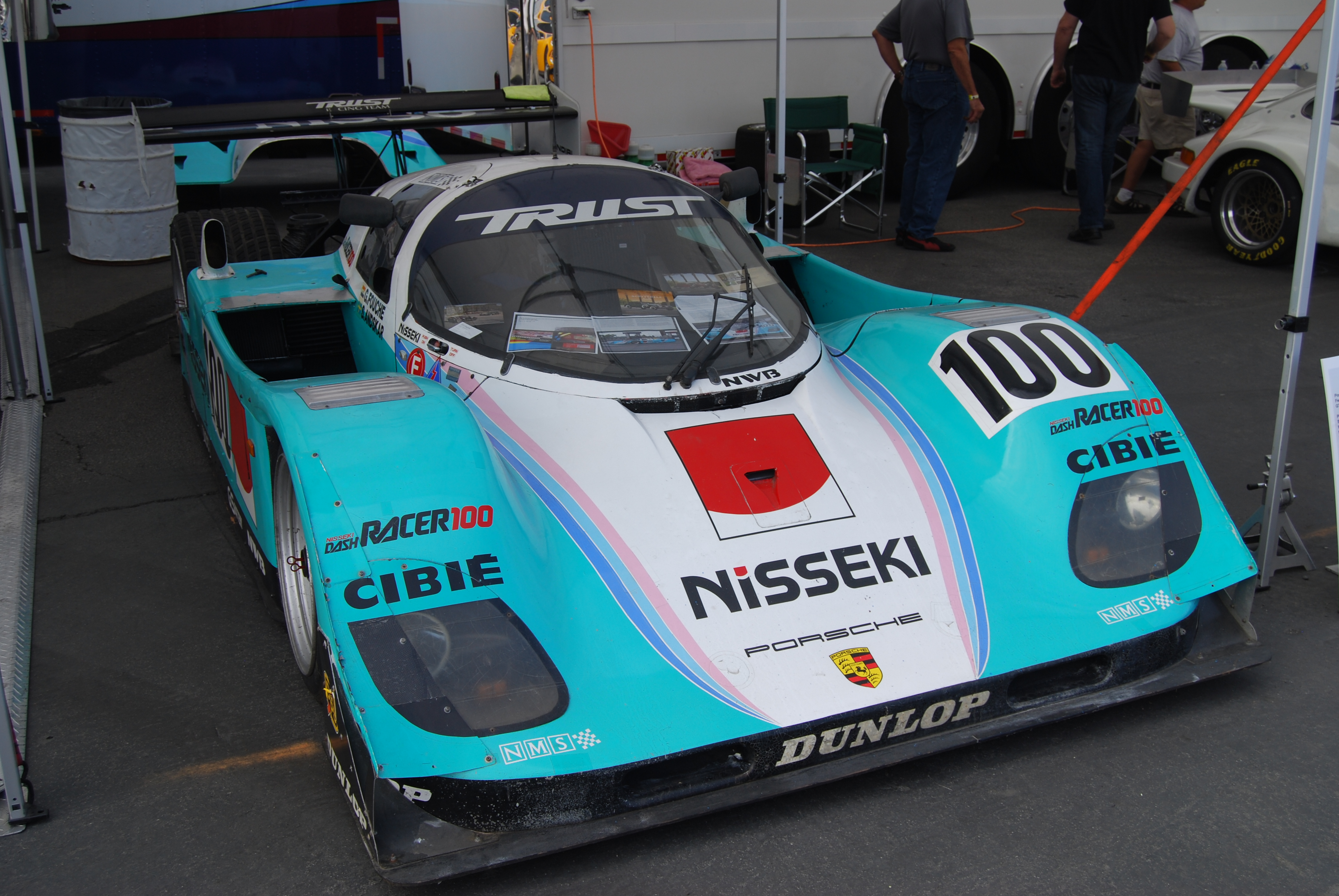
La Porsche 962C GTi - châssis 106B de l'écurie Trust Racing Team

La Porsche 956B, châssis 118, ayant participé au Championnat du Japon de sport-prototypes 1984 et 1985 qui avait arrêté sa carrière en juillet 1985 à la suite d'un incendie à Fuji a été remise en état et participe a différents évènements historiques,.
La Porsche 956B, châssis 111, ayant participé au Championnat du Japon de sport-prototypes 1985 et 1986 à la suite de l'endommagement du châssis 118 par un feu, avait été achetée par le pilote australien Vern Schuppan mais a été vendu depuis à un collecteur.
La Porsche 962C, châssis 127, ayant participé au Championnat du Japon de sport-prototypes 1987 et à la première manche du Championnat du Japon de sport-prototypes 1988 a été remise en état et participe a différents évènements historiques,.
La Porsche 962C GTi, châssis 106B, ayant participé au Championnat du Japon de sport-prototypes 1988 à 1991 a été remise en état et participe a différents évènements historiques,.
La Porsche 962C, châssis 159, ayant seulement participé aux 24 Heures du Mans 1990 et 1991 a été remise en état et participe a différents évènements historiques,,,.